# Miocenní sladkovodní vápence
Miocenní sladkovodní vápence je přírodní památka na severním okraji obce Tuchořice v okrese Louny. Chráněné území je ve správě Krajského úřadu Ústeckého kraje.

## Historie
Lokalitu poprvé prozkoumali v roce 1860 paleontologové August Emanuel Reuss a Eduard Suess.

## Předmět ochrany
Důvodem ochrany je zachování geologického profilu se sladkovodním karbonátovým souvrstvím třetihorního stáří (miocén) s významným paleontologickým obsahem a vzácného rostlinného druhu hořce brvitého, který se v lokalitě vyskytuje.

## Popis lokality
Bývalý vápencový lom na severovýchodním okraji obce Tuchořice, poblíž silnice na Lipno. Lom je nalezištěm zkamenělin organismů z období mladších třetihor. Chráněné území je přístupné po cestě od silnice na Lipno. Ve vlastním chráněném území je zakázána soukromá sběratelská činnost všeho druhu, jakékoliv skládkování odpadů a těžba surovin. Povolena je však pastva ovcí nebo kosení trávy.

## Paleontologické naleziště
Sténa opuštěného lomu je dlouhá 300 m a široká 40 až 60 m a místy dosahuje výšky až 25 metrů. Geologický profil je jediným rozsáhlejším profilem souvrství sladkovodních vápenců miocenního stáří v rámci České republiky. V období spodního miocénu bylo v okolí Tuchořic sladkovodní jezero. Toto období bylo charakteristické svým teplým subtropickým klimatem, který byl příznivý pro vývoj bohaté suchozemské fauny a pestré teplomilné flóry. Zbytky živočichů a rostlin, žijících na březích jezera, byly splaveny do jezerní nádrže. Miocenní vápence v Tuchořicích obsahují velké množství zkamenělin. Nejvýznamnější jsou nálezy téměř 90 druhů převážně teplomilných suchozemských plžů, dnes již vymřelých. Kromě toho zde byly nalezeny zbytky dřeva stromů, pecky břestovců, jádra ořechovců, úlomky listů a vějíře palem. Ve vápencích se také vyskytují dutiny s druhotně vykrystalizovaným kalcitem a fosilní chodby živočichů žijících v minulosti ve dně jezerní pánve.